# Шевцов, Евгений Иванович
Евгений Иванович Шевцов (2.02.1910, с. Камышеваха Изюмского района Харьковской области — февраль 1996, Караганда) — инженер-металлург, лауреат Государственной премии СССР.
В 1932 окончил Днепропетровский политехнический институт, год учился в аспирантуре. 
В 1933—1935 мастер, старший мастер сталелитейного цеха Ново-Краматорского машиностроительного завода.
В январе 1935 г. приказом по Наркомату тяжелой промышленности командирован на Сталинградский тракторный завод и назначен руководителем сталеплавильной группы цеха стального литья, а в 1937 г. — начальником сектора стали и ковкого чугуна центральной заводской лаборатории.
В августе 1942 г. СТЗ был эвакуирован, и Шевцова направили на строительство Казахского металлургического завода. В январе 1945 г. после пуска мартеновского цеха назначен его начальником. В 1952—1954 начальник техотдела. Кандидат технических наук (1952).
С 1954 г. на преподавательской работе в Карагандинском горном институте, где он создал и возглавил кафедру технологии металлов.
В 1970 г. присвоено ученое звание профессора по литейному производству.
Работал в институте до выхода на пенсию в 1992 г. (зав. кафедрой до 1984).
Лауреат Государственной премии СССР 1967 года — за участие в разработке и внедрении новой технологии, обеспечивающей повышение производительности мартеновских печей. Награждён орденами и медалями.